# 마스크맨 (등장인물)
마스크맨 (Maskman, 일본어: マスクマン 마스쿠만[*])은 일본 토에이의 특촬 드라마 슈퍼 전대 시리즈의 11번째 작품 《광전대 마스크맨》의 주인공들이다. 땅속 제국전을 상정한 비밀 조직·광전대의 전사. 오라 파워를 발휘할 수 있는 인재로 기용되어 본격 활동 개시까지, 겉으로는 〈모습 레이싱 팀〉으로 활동했다.
각각 무도를 즐기다 각자 두 손으로 고유의 호신 비법으로 외는 아홉 글자 호신 법의 표시를 잇는 세 정신 통일을 도모한다.

## 타케루
타케루(일본어: タケル)는 《광전대 마스크맨》의 주인공이자 리더로, 레드 마스크(일본어: レッドマスク 렛도 마스쿠[*])로 변신하는 남자이다.
모습 레이싱 팀에서 자리=드라이버/표시=〈재〉(일륜 표시)
나이는 23세. 5명 가운데 가장 강한 아우라 파워를 갖는다. 가라데와 검술을 자랑으로 여기고 있다. 꿈은 레이서. 미오라 불리는 여자친구가 있었지만, 악의 조직인 '지저제국 츄브'의 스파이이었던 그녀는 타케루의 때문에 조직을 배신하고 튜브 지상 공격과 동시에 헤어진, 평소에는 기댈 리더지만 미오형게 된다면 사정에 달리는 다른 멤버의 발목을 잡는 것도 가끔 있는 경우도 있다. 그러나 유튜브에 이용되고 말살되게 된 인얼레 라이를 돕는 등 몸을 날린 행동으로 사람들을 지키고 갔다. 소년 시절은 《인조 인간 키카이다》이 좋아했는지, 지로풍 의상을 입은 지붕 위에서 변신 포즈를 취하다 개구쟁이 짓 곡선을 그리던 것이었다.
타케루는 카이즈 료스케(일본어: 海津亮介)가 연기한다.

## 켄타
켄타(일본어: ケンタ)는 《광전대 마스크맨》의 일원으로, 블랙 마스크(일본어: ブラックマスク 부라쿠 마스쿠[*])로 변신하는 남자이다.
모습 레이싱 팀에서 자리=메카닉/표시=〈진〉(우치 박인)
밝은 성격으로 분위기 메이커의 서브 리더 21세. 체격이 큰 파워 타입에서 옛 무술 태권도, 쿵푸 등을 자랑으로 여기고 있다. 여성에게는 약하다 버리고 허영으로 아이돌의 팬을 하기도 했다.오토바이가 취미로 과거 레이싱 팀의 메카닉을 담당했던 경험을 살리고 모습 레이싱 팀에서도 같은 포지션에서 활동했다.
켄타는 쿠사카리 코우이치(일본어: 草刈滉一)가 연기한다.

## 아키라
아키라(일본어: アキラ)는 《광전대 마스크맨》의 일원으로, 블루 마스크(일본어: ブルーマスク 브루 마스쿠[*])로 변신하는 남자이다.
모습 레이싱 팀에서 자리=피트 스태프/표시=〈열〉(지권 표)
16세. 밝은 성격의 소유자. 소매에 감추고 있는 2개의 검(쌍수 검)을 사용한 무기 등 중국 우슈 권법을 잘하는 그 자그마한 체격을 살리고 매우 가벼운 몸놀림으로 싸우지만 한편으로 키가 낮은 것을 걱정하고 있다. 사과가 좋아하는 음식에서 항상 가지고 다닌다. 우상 미나미노 요코의 팬이기도 하다. 모습 장관을 "미치루"(산쥬우 로우를 흉내낸 것)이라고 부른다. 모모코에게는 잘 놀리고 있다.막판 수화에 걸쳐서 땅 롯 검사 우나 소스로서 본래의 인격을 잃고 마스크 맨으로 적대하는 전개도 있었다.
아키라는 히로타 잇세이(일본어: 広田一成)가 연기한다.

### 지제검사 우나스
제44회 제45회에 등장. 아키라가 갑옷 도그라의 갑옷으로 변화된 모습으로, 이도류로 싸우다. 아키라가 도운 지저인들이, 아키라를 우나 스로 알고 기도를 바친 일로 탄생했지만 원래 우나 스는 이감가에 섬기는 전사로 이 껌의 지시로 거북 스도그라와 함께 움직인다. 오오라 파워의 불이 아키라의 마음을 압박해서 갑옷이 빗나가다, 아키라는 제자리로 돌아갔다. 의상 디자인은 신카이 전 테츠야 이치로가 담당했다. 우나 스의 의상이 먼저 디자인했으며, 요로이 도그라ー에 그 디자인이 흡수된다.

## 하루카
하루카(일본어: ハルカ)는 《광전대 마스크맨》의 일원으로, 옐로 마스크(일본어: イエローマスク 이예로 마스쿠[*])로 변신하는 여자이다.
모습 레이싱 팀에서 자리=피트 스태프 / 표시=〈투〉(외사자 표)
머리 회전이 빠르고 통찰력과 추리력도 날카로운 닌자의 직계 후손, 20세. 조상 전래의 둔갑술과 변장술을 잘하는 춤도 잘하지만 닌자 수행을 싫어하고 가출하고 있다. 닌자인 부모의 교육 방침에서 소녀기에 여자 다운 놀이를 하고 싶지 않았다. 남자 못지 않은 꿋꿋한 성격이지만 그것을 동료로부터 도움이 되지. 평소 마름모꼴 수리검, 쇠사슬, 살릉, 연막 등의 무기를 숨기고 있다. 튜브의 간부지 제인 후민은 라이벌 관계에 있다. 타인에게 의존심이 강해지면 둔갑술을 쓰지 못한다.
하루카는 나가타 유키(일본어: 永田由紀)가 연기한다.

## 모모코
모모코(일본어: モモコ)는 《광전대 마스크맨》의 일원으로, 핑크 마스크(일본어: ピンクマスク 핀쿠 마스쿠[*])로 변신하는 여자이다.
모습 레이싱 팀에서 자리=피트 스태프 / 표시=〈임〉(부동 근본 도장)
권법과 태극권을 잘하는 아이에게 잘 가르치고 있고 19세. 또 수영과 리듬 체조를 잘하지, 강한 정신력이나 책임감을 갖는 노력파이며, 대부분 비명을 뱉는 것은 없다. 반면 고집이 장난 좋아하는 면도 있다. 자녀의 가르침을 지키기 위한 변신 없이 독 로도그라에 맞선. 어렸을 때 미아가 되었지만, 꽃"캐롤 러브"에서 하는 말에 고무되고 무사히 들어갈 수 와서, 이 꽃을 아끼고, 마음의 지주로 있다. 아키라를 잘 놀리지만 동생처럼 생각하며 살아 있는 공조를 보이는 것도. 그론 도그라의 수당을 한 300년 전의 딸과 붕어빵 때문에 그에 반해된 바 있다.그 인간 단체, 빛(히카루)와 상사 상애로 사랑을 경험했다.
모모코는 마에다 카나코(일본어: 前田賀奈子)가 연기한다.

## 마스크맨의 조력자

### 스가타 산쥬로
광전대의 지휘관. 인체의 미지의 파워 오오라 파워를 발견한 과학자로서 권법가이다. 자신의 오라 파워를 개화시키는 종횡으로 발휘할 수 있는 오프닝에서는 참선을 낀 모습으로 공중 부양을 선보이고 있다. 튜브의 존재와 지상에 대한 침공 계획을 찰지하다 전국을 돌며 기운 파워를 개화시키는 소질이 있는 젊은이를 스카우트했다. 신주쿠의 고층 빌딩에 본부를 두는 초무기를 개발하는 인력을 갖는 등 큰 가방을 갖고 있는 것이다. 광전대에 친절하게 접하고, 때로는 엄격한 지령을 내리는 일도 있고 특히 타케루는 미오(=이아루 공주)준수와의 관련 건으로 논쟁으로 발전하는 것도 있다.
스가타 산쥬로는 타니 하야토(일본어: 谷隼人)가 연기한다.

### 히가시(아즈마)
전대의 운영자 겸 과학자인 여성. 모습 장관의 비서도 맡는다.
히가시는 게스트 출연자(조연)인 나나덴 레에코(일본어: 七田玲子)가 연기한다.

### 야마가타 아키라
제21화에서 제22회부터 등장. 산쥬로 장관의 친구이자 갤럭시 로보의 설계자. 갤럭시 로보의 기동 실험 중에 목숨을 잃었다. 유미(연(연극)·타야마 마미코)라는 딸이 있다.
야마가타 아키라는 게스트 출연자(조연)인 켄초키 토모키(일본어: 剣持伴紀)가 연기한다.

### 아스카 료
아스카 료(일본어: 飛鳥リョオ)는 《광전대 마스크맨》의 일원으로, X1마스크(일본어: X1マスク 에쿠스원 마스쿠[*])로 변신하는 남자이며, 6번째 전사다.
제39회에 등장. 마스크 맨으로 모습 장관이 찾아낸 무예의 달인. 마스크 먼 프로토 타입인 녹색 전사 X1마스크에 뽑혔지만 연인의 유우코를 튜브에 죽어 "여자 하나 구할 수 없는 자신에게 지구 등 구할 수 없는 용사"라고 생각하고 잠적한다. 마구 마도그라에 고전하는 마스크 맨을 도우러 온다. 공동 투쟁을 제의 타케루의 권유를 몇번 사양하지만 최종적으로 다시 싸우는 것을 결의. 2번째의 머그 마도그라와의 전쟁에서 강화된 헬 빛을 받아들이는 돌격했을 때 전 에너지를 방출하는 X1마스크로 변신 능력을 잃은 뒤 자식들에게 무도와 정의를 가르치는 것을 새로운 목표로 하였다."체인지 파워"라고 외치며 변신하고 오른손의 광선과 벨트의 버클에서 쏘는 연막을 전력으로 한다.
아스카 료는 게스트 출연자(조연)인 아즈마 신지(일본어: 柴谷 英樹)가 연기한다.

## 마스크맨 무기 및 장비
- 마스킹 브레스

마스크맨 5인의 변신할 때 사용하는 장치로써, 통신장비로도 사용한다. 뚜껑을 열면 버튼이 나온다.
- 마스키 슈트

평소에는 마스킹 브레스 내부에 수납되어 변신시에 빛의 장벽이 방사되는 각 전사의 몸에 장착되는 강화 슈트이다. 내장된 컴퓨터를 작동시키기 위한 전기적인 부분과 장착자의 아우라 파워에 의해서 작동하는 특수한 부분이 공존하며 각 전사의 신체 능력을 배가시킨다. 마스크의 이마 부분 표시 창에는 전술한 대로 장착자의 아우라 수준이 항상 표시되는 아우라 파워 인디케이터가 갖추어 노랑과 핑크의 마스크의 귀 부분에는 귀걸이가 붙어 있다. 벨트의 왼쪽에는 개인 화기를 수납하는 하이테크 박스(실버 박스라고도 함)가 장비되고 있어 손을 가져감으로써 개인 무기를 나온다. X1마스크의 정장은 불완전한 프로토 타입이다.
- 라이저 매그넘

마스크맨의 5인의 기본장비로서, 기본적으로 건모드이다. 그립부분에서 부품을 분리하며 소드로 사용하게 되며, 수많은 시작형을 거쳐서 완성했다고 한다.
- 블레이드 매그넘

레이저 매그넘의 그립부분을 탄창처럼 분리시켜서 변형되는 소드 건모드인 레이져 매그넘과 동시 사용이 가능하다.

### 개인 무기
- 마스키 블레이드

레드 마스크의 전용무기 검.
세 단계로 신축 가능한 도신은 모든 금속을 가를 수 있다. 도신에 에너지를 모아 그 에너지를 빛의 화살로 쏘는 레이저 애로우 검의 칼날에서 아우라 파워를 집중시키고 검 끝에서 쏘는 매스 키 블레이드 기운을 베어 죽이는 것이라는 기술이 있다. 필살기는 에너지를 모은 상태에서 적을 참리렬크 매스키 충돌에서 이 기술에 의한 잠금 도그라, 요로이 도그라, 바라바를 넘어뜨리고 있다.레이저 매그넘 검 타입과 병용하고 이도류에서 싸우는 것도 있다.
- 마스키 로드

블랙 마스크 전용의 곤봉. 통상의 곤봉 법(혹은 봉술)에서 사용할 뿐 아니라 세절, 궁중 소녀 무악 행사의 두가지로 분할하고 눈 챠쿠처럼 휘두를 수 있다. 로드의 끝에서부터 전자기를 낳고, 타격과 동시에 쓰러뜨린 마스키 로드 전자 어퍼 찌른다는 기술이 있다. 로드의 끝은 로프가 딸린 원형 저울추나 되는 로프를 펴고 적을 끝에서 걸어 들고 버리는 일도 가능하다.